# Acarnus levii
Acarnus levii är en svampdjursart som beskrevs av Jean Vacelet 1960. Acarnus levii ingår i släktet Acarnus och familjen Acarnidae. Inga underarter finns listade i Catalogue of Life.